# Papowo Biskupie (gmina)
Papowo Biskupie (en allemand Bischöflich Papau) est une commune rurale du district de Chełmno, Couïavie-Poméranie, dans le centre-nord de la Pologne. Son siège est le village de Papowo Biskupie, qui se situe environ 17 km au sud-est de Chełmno et 25 km au nord de Toruń.
La gmina couvre une superficie de 70,44 km2 pour une population de 4 369 habitants.

## Géographie
La gmina inclut les villages de Dubielno, Falęcin, Firlus, Folgowo, Jeleniec, Kucborek, Niemczyk, Nowy Dwór Królewski, Papowo Biskupie, Staw, Storlus, Wrocławki, Zegartowice et Żygląd.
La gmina est bordée par les gminy de Chełmża, Kijewo Królewskie, Łysomice, Unisław et Zławieś Wielka.